# Primeira Igreja Presbiteriana de Vitória
A Primeira Igreja Presbiteriana de Vitória (PIPV) é uma igreja federada da Igreja Presbiteriana do Brasil, sob a e jurisdição do Presbitério Central do Espírito Santo, e Sínodo Central Espiritossantense.

## História
A Primeira Igreja Presbiteriana de Vitória foi fundada em 1928 por 19 membros com a ajuda de um projeto missionário na região..  Imediatamente a igreja de Vitória começou a trabalhar pela plantação de igrejas em outras cidades do Estado. Logo em 1929 deu início ao trabalho presbiteriano em Vila Velha, dando origem à Primeira Igreja Presbiteriana de Vila Velha, organizada em 1954, tendo sido realizada a primeira Escola Bíblica Dominical naquele lugar em 3 de fevereiro de 1929, antes da IPVIT completar dois meses.
Em Julho de 1974, uma cisma atingiu o presbiterianismo no Estado do Espírito Santo, por membros que apoiavam o ecumenismo, ordenação feminina e posturas progressistas, dando origem a Igreja Presbiteriana Unida do Brasil (IPUB), atualmente a quinta maior denominação presbiteriana do Brasil.. No mesmo ano a Primeira Igreja Presbiteriana de Vitória passou por uma separação, quando parte dos membros se juntaram a IPUB e outra parte de 38 pessoas permaneceu com como membros da Igreja Presbiteriana do Brasil (IPB).
Os primeiros pastores deste grupo que permaneceu na PIPV foram os reverendos Francisco da Silva Neto e José Francisco de Jesus Filho, e eclesiasticamente foram acolhidos pelo Sínodo Belo Horizonte da Igreja Presbiteriana do Brasil. Uma casa foi alugada na Rua Francisco Araújo, 187, Centro e adaptada para salão de cultos. O primeiro culto foi realizado no dia 20 de Outubro de 1974 quando a Escola Dominical tinha 38 alunos.
Em 1977 a igreja se mudou para o Colégio Americano, cedido pelo presidente Elias Bussinger, visto a necessidade de um prédio maior, quando a Escola Dominical já tinha 243 alunos. No mesmo ano o pastor o Rev. Silas Rebouça Nobre foi o primeiro pastor eleito pela igreja.
Posteriormente a igreja adquiriu um terreno e em 1984 foi inaugurado seu novo templo, já com cerca de 500 membros. Em 1985 foi eleito o Rev. Hernandes Dias Lopes (que é o pastor titular atualmente). 
Mais de sete igrejas foram fundadas diretamente pelo trabalho da PIPV e a mesma conta atualmente com cerca de 740 membros. A igreja foi homenageada em 2008 pela Câmara Municipal de Vitória pelos seus 80 anos na cidade.

## A Primeira Igreja Presbiteriana de Vitória hoje

### Pastores
Os pastores titulares da PIPV atualmente são: o reverendo Hernandes Dias Lopes, presidente Comissão Nacional de Evangelização da Igreja Presbiteriana do Brasil, o reverendo Jailto Lima do Nascimento, Presidente do Sínodo Central Espírito-santense desde 2013 e o reverendo Daniel Leite Simoncelos desde 2018.  
O reverendo Hernandes Dias Lopes é também escritor e conhecido pela participação em congressos evangelístico.

### Eventos
A igreja realiza anualmente o Encontro da Fé Reformada, que é um dos maiores eventos teológicos direcionados ao público calvinista do Brasil.

### Instituto Sarça
A PIPV coordena o Instituto Sarça que trabalha com projetos socioeducativas para crianças e adolescentes e da capacitação profissional de jovens e adultos das comunidades do Forte de São João e Jaburu.